# واکنش شیرجه پستانداران

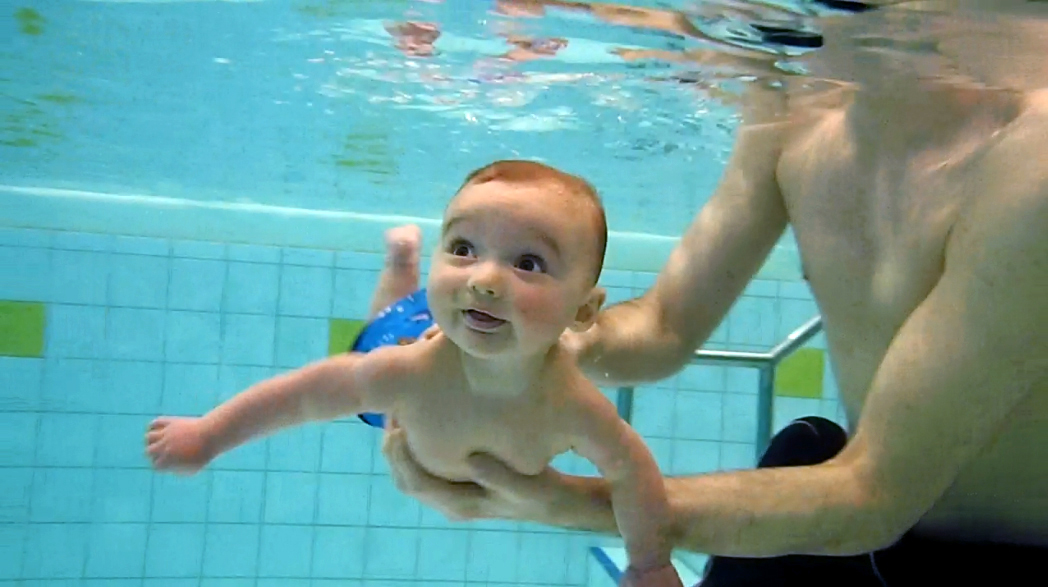
شیرجه یک کودک

رفلکس شیرجه پستانداران (به انگلیسی: Mammalian diving reflex) یا به اختصار رفلکس شیرجه، عکس‌العملی غیر ارادی در پستانداران است که طی آن، عمل تنفس بهینه گشته و جانور را قادر می‌سازد تا مدت زمان طولانی‌تری را زیر آب سپری کند. این عکس‌العملل در پستانداران دریایی نمود بیشتری دارد اما در دیگر گونه‌های پستانداران همچون انسان نیز به شکل ضعیف تر بروز می‌کند.
رفلکس شیرجه در هر جانور تنها از طریق تماس صورت با آب سرد پدید می‌آید، به نحوی که آب گرمتر از °۲۱ سانتیگراد یا غوطه‌ور ساختن دیگر اعضای بدن در آب باعث فعال شدن واکنش نمی‌گردند. رفلکس شیرجه در گونه‌های جوانتر، ملموستر و در نتیجه دارای اثر بیشتر است.

## علائم
هنگام بروز عکس‌العمل، تغییرات زیر در بدن به ترتیب اتفاق می‌افتند:
۱ - کندتپشی اولین پاسخ به فرورفتن در آب است. به محض تماس آب سرد با پوست صورت، ضربان قلب انسان ۱۰ تا ۲۵ درصد کاهش می‌یابد.
۲ - انقباض مویرگ‌های خون‌رسان به اعضای انتهایی. این عمل برای رساندن اکسیژن بیشتر به اعضای حیاتی چون قلب و مغز صورت می‌گیرد.(در اعماق زیاد ابتدا انگشتان دست‌ها و پاها و به تدریج خود دست‌ها، پایین پاها و سپس بازوها و کل پا)
۳ - جابجایی خون که عموماً در اعماق بسیار زیاد صورت می‌گیرد و طی آن پلاسمای خون از اعضای پایین‌تر به اعضای بالاتر می‌رود.
بدین ترتیب افراد بی‌هوش یا هشیار قادر خواهند بود زمان طولانی‌تری را بدون اکسیژن در زیر آب در مقایسه با خشکی سپری کرده و زنده بمانند. این پدیده در کودکان نسبت افراد بالغ طولانی‌تر است.